# Kellertor

Die Kellertorwache im Jahr 1911

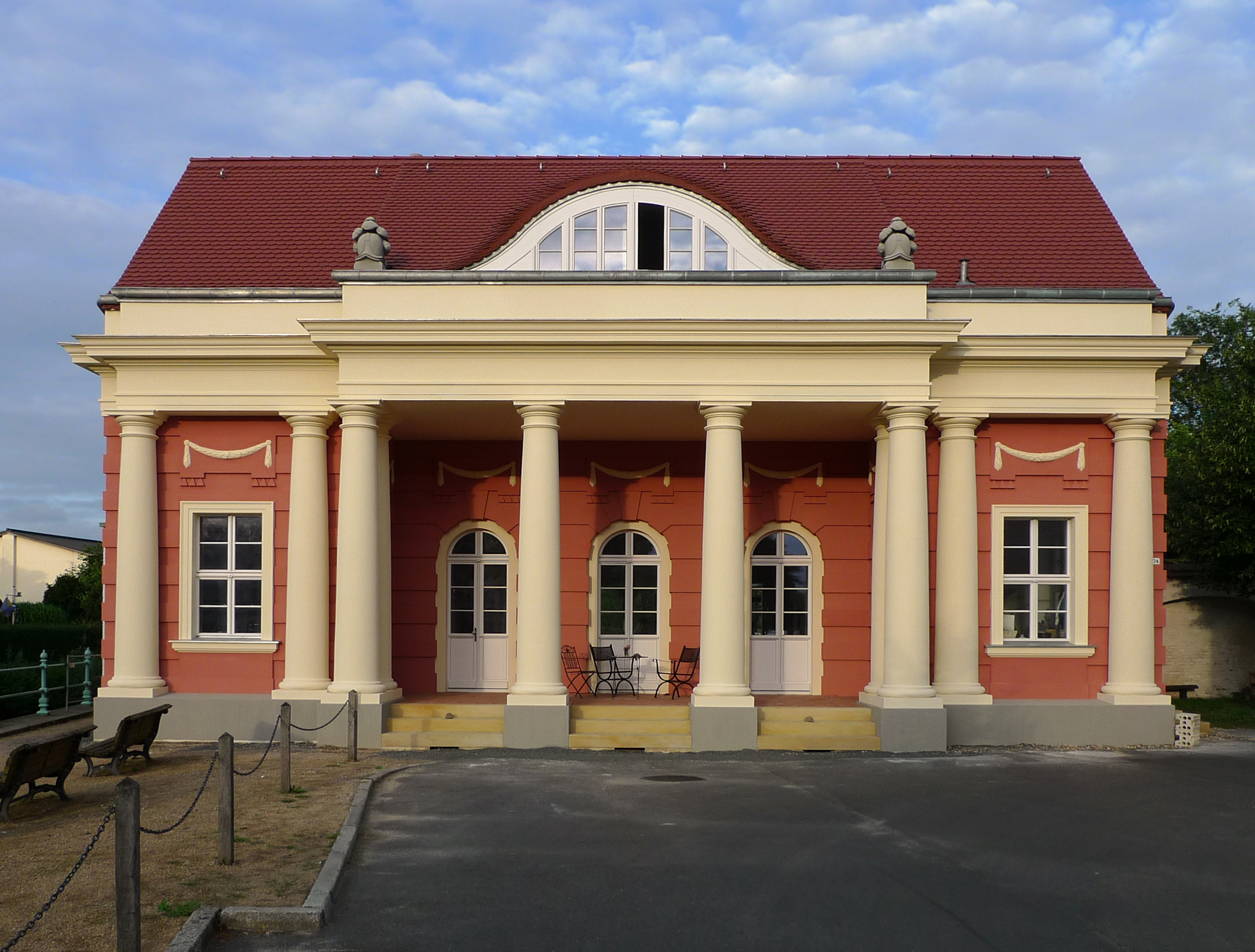
Die Kellertorwache im Jahr 2017

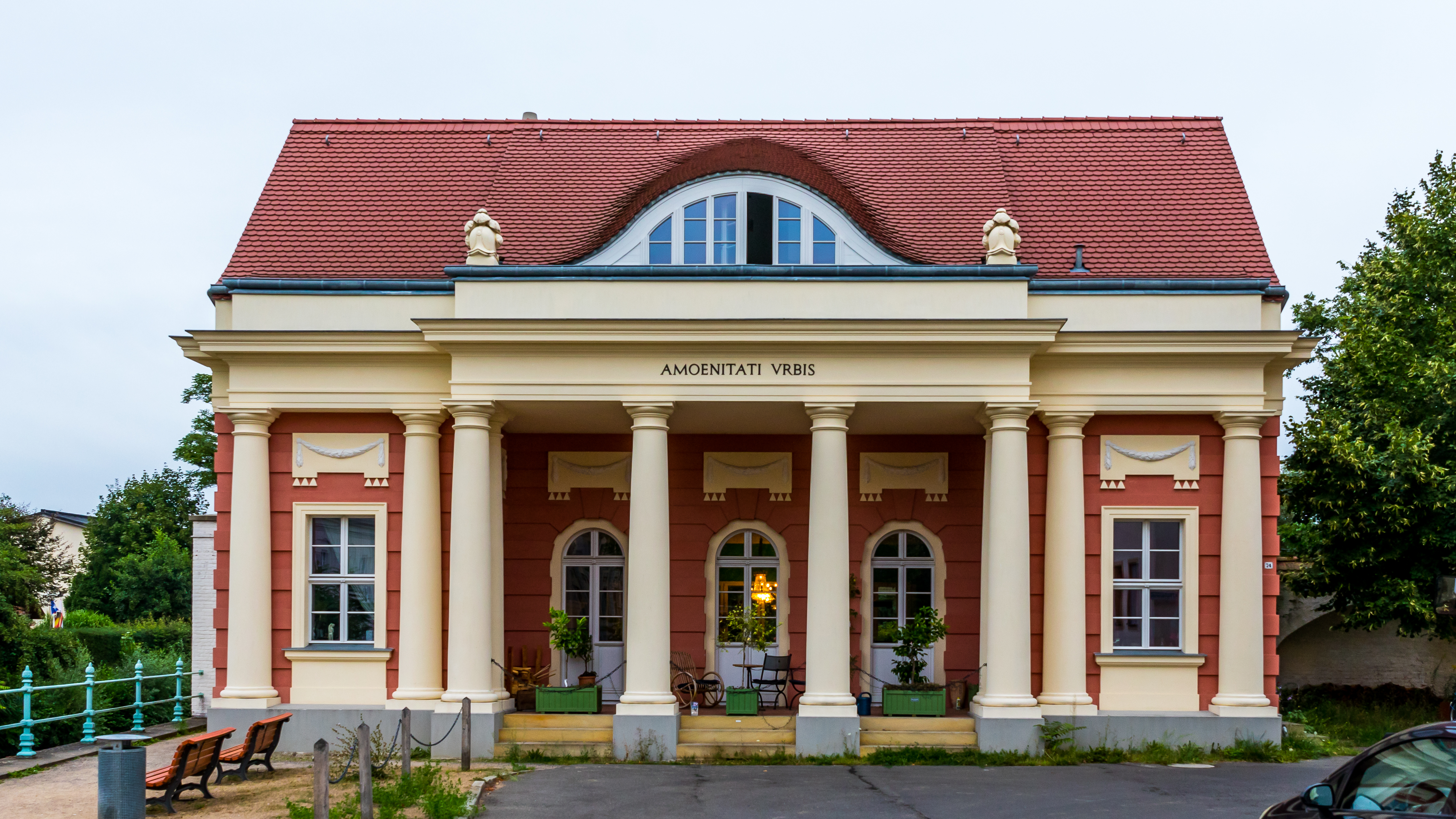
Die Kellertorwache im Jahr 2023

Das Kellertor, benannt nach der zum kurfürstlichen Weinkeller führenden Kellerstraße (heute: Heilig-Geist-Straße), war eines von insgesamt zehn historischen Potsdamer Stadttoren. Zusammen mit den Resten der Stadtmauer von 1722 in der Großen Fischerstraße und dem Beginn des Stadtkanals markierte der Bau den östlichen Zugang der Stadt zum Wasser.
Nach einem hölzernen Provisorium ließ König Friedrich Wilhelm II. 1788 das Kellertor mit Brücke und Kanal zu einem malerischen Ensemble umbauen, das frühklassizistische Wach- und Steuerhaus mit seiner noch spätbarocken Dekoration entstand erst kurz nach seinem Tod, vermutlich nach Plänen von Georg Christian Unger. Die imposante Kellertorwache war mit ihren zehn Säulen als Point-de-vue der Blickachse vom Knick des Hauptverkehrswegs an der ehemaligen Berliner Brücke aus konzipiert. Als Vorbild diente vermutlich der Musikpavillon der Madame du Barry in Louveciennes bei Paris von Claude Nicolas Ledoux (1770/1771).
In der Wache waren zwei Grenadiere und ein königlicher Steuerbeamter stationiert, der die Akzise auf zu Wasser eingeführte Waren erhob. Nach deren Abschaffung mit den Stein-Hardenbergschen Reformen wurden die Potsdamer Stadttore noch bis 1909 zur Erhebung der Mahl- und Schlachtsteuer genutzt. Nach Aufgabe der Nutzung als Steuerhaus unterhielt die Stadt am Kellertor eine Art Güterbahnhof zu Wasser, das Torschreiberhaus selbst war an eine Spedition vermietet.
Das Kellertor wurde bei den Kämpfen des Zweiten Weltkrieges von sowjetischer Artillerie getroffen. Der verbliebene Portikus wurde um 1960 – wie viele kriegsbeschädigte Bauwerke des friderizianischen Potsdams – im Auftrag des Magistrats abgebrochen.
2015 verkaufte die Stadt das Grundstück an einen Privateigentümer mit der Auflage, das Haus maßstabs- und profilgetreu zu rekonstruieren. 

Seit dessen Fertigstellung im Jahre 2017 dient es als Wohnhaus. Auf der Kellertorspitze hinter dem Wachhaus, dem havelseitig gelegenen ehemaligen städtischen Hafen am Abzweig des Stadtkanals, entstand der öffentlich zugängliche Uferpark.